# Università del Lussemburgo
L'Università del Lussemburgo (in francese Universitè du Luxembourg) è l'unica università del Lussemburgo ed è stata aperta nel  2003.
Suddivisa in tre Facoltà (Scienze, Legge e Lettere), offre attualmente 11 corsi di primo ciclo e 28 di secondo ciclo. Le lezioni sono multilingue: francese, tedesco e inglese. Non viene utilizzata la lingua lussemburghese per l'insegnamento. Attualmente è suddivisa in tre campus (Limpertsberg, Kirchberg e Walferdange), ognuno ospitante una facoltà.

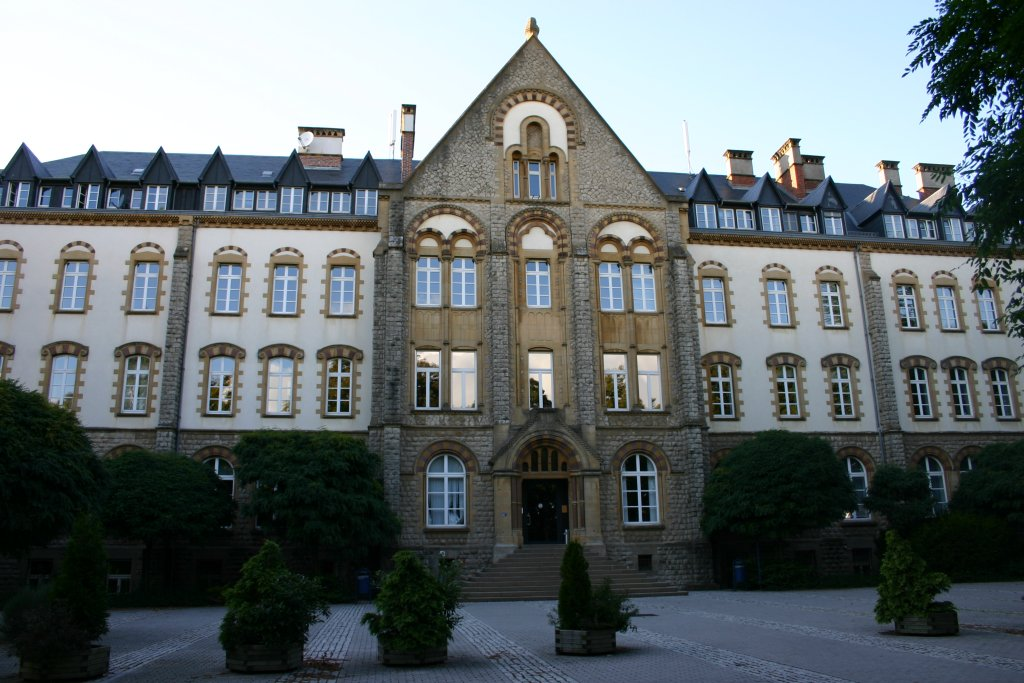
Campus Limpertsberg

Tuttavia entro il 2016 ci sarà uno spostamento generale in un'unica grande cittadella universitaria denominata "Esch-Belval", anche se secondo le indiscrezioni la Facoltà di Legge resterà a Limpertsberg. Ad Ottobre 2012 vanta circa 6000 studenti provenienti da 95 paesi. È affiliata con diversi centri di ricerca (gli stessi che prima del 2003 sostanzialmente si sostituivano all'Università), e con diverse università sparse in quattro continenti.

## Affiliazioni

### Europa
- Università di Basilea
- Università di Treviri
- Università di Liegi
- Università Paris 1
- Università di Bologna
- Università di Sofia
- Università di Londra

### Continente Americano
- Università di Laval
- Università di Colorado State
- Università di Miami
- Università di Ottawa

### Asia
- Università Tongji